# Chixing (sockenhuvudort i Kina, Jiangxi Sheng, lat 28,21, long 114,24)
Chixing är en sockenhuvudort i Kina. Den ligger i provinsen Jiangxi, i den sydöstra delen av landet, omkring 170 kilometer väster om provinshuvudstaden Nanchang. Antalet invånare är 10 126. Befolkningen består av 4 715 kvinnor och 5 411 män. Barn under 15 år utgör 27,0 %, vuxna 15-64 år 62 %, och äldre över 65 år 10,0 %.
Runt Chixing är det ganska tätbefolkat, med 248 invånare per kvadratkilometer. Närmaste större samhälle är Tanbu, 10,6 km söder om Chixing. I omgivningarna runt Chixing växer i huvudsak blandskog.
Genomsnittlig årsnederbörd är 2 205 millimeter. Den regnigaste månaden är maj, med i genomsnitt 372 mm nederbörd, och den torraste är oktober, med 50 mm nederbörd.